# Johann Leopold Ludwig von Brese-Winiary
Johann Leopold Ludwig Brese (od 1854 von Brese-Winiary) (ur. 9 września 1787 w Berlinie, zm. 5 maja 1878 tamże) – pruski generał piechoty oraz inżynier.

## Życiorys
Studiował w Akademii Inżynieryjnej w Poczdamie. Był projektantem Twierdzy Poznań wraz z gen. Grolmanem i gen. Rauchem. W 1828 zaprojektował Fort Winiary w Poznaniu. Jego imionami zostały nazwane 3 bastiony w tym forcie. Od 1842 kierował I Inspektoratem Inżynieryjnym. W tym okresie zaprojektował kolejne dzieła, którymi były: Twierdza Królewiec, Twierdza Boyen w Giżycku, Twierdza Świnoujście. W latach 50. XIX w. pod jego kierunkiem budowano też przyczółki i obronne mosty kolejowe w Malborku, Tczewie i Minden. W latach 1849–1860 był generalnym inspektorem twierdz oraz szefem Korpusu Inżynierów i Pionierów. W 1854 został nobilitowany i otrzymał nazwisko Brese-Winiary. W 1860 udał się na emeryturę.

## Odznaczenia
Odznaczenia gen. von Brese-Winiary to między innymi:
- Order Orła Czerwonego I klasy z liśćmi dębu
- Krzyż Żelazny II klasy
- Komandor I klasy Order Wilhelma (Hesja)
- Krzyż Wielki Orderu Leopolda (Austria)
- Order Świętej Anny I klasy (Imperium Rosyjskie)